# Littlest Things
Littlest Things – singel brytyjskiej wokalistki popowej Lily Allen z jej debiutanckiego albumu studyjnego zatytułowanego Alright, Still. Twórcami tekstu piosenki są Pierre Bachelet, Lily Allen i Mark Ronson, który zajął się też produkcją. Piosenka zawiera sample utworu Pierre Bachelet'a i Herve Roy z filmu Emmanuelle. Po uzyskaniu sukcesu komercyjnego z dwóch pierwszych singli, "Smile" i "LDN", Allen zdecydowała się promować album poprzez wydanie singla "Littlest Things". Utwór został skomponowany w Nowym Jorku, gdzie Allen podróżując poznała producenta Mark Ronson, kiedy jadła obiad ze swoim ówczesnym chłopakiem Sebem. Rozmawiając z nim dała mu kopię swojej płyty demo. Był on pod wrażeniem jej utworu "Smile" i poprosił ją do współpracy. Do singla nakręcono także teledysk, który ukazał się 11 grudnia, a jego reżyserią zajęła się Nima Nourizadeh.

## Notowania
| Lista (2006-07)                            | Najwyższa pozycja |
| ------------------------------------------ | ----------------- |
| Błąd przy wprowadzaniu danych Flanders Tip | 13                |
| Wielka Brytania (Singles Top 100)          | 21                |